# Francesca Dallapé
Francesca Dallapé (ur. 24 czerwca 1986) – włoska skoczkini do wody. Srebrna medalistka olimpijska z Rio de Janeiro.
Zawody w 2016 były jej trzecimi igrzyskami olimpijskimi, startowała wcześniej w 2008 i 2012. Po srebro sięgnęła w skokach synchronicznych z trzymetrowej trampoliny. Była w tej konkurencji wicemistrzynią świata w 2009 i 2013. Podczas tych startów partnerowała jej Tania Cagnotto. Ma dorobku osiem tytułów mistrzyni Europy w tej konkurencji zdobytych w latach 2009-2016.